# Mostafa Zeidan
Mostafa Zeidan (ur. 5 marca 1980 w Gharbiya) – egipski wioślarz.

## Osiągnięcia
- Mistrzostwa Świata – Eton 2006 – czwórka bez sternika – 13. miejsce[1].
- Mistrzostwa Świata – Monachium 2007 – czwórka bez sternika – 15. miejsce[1].
- Mistrzostwa Świata – Poznań 2009 – czwórka bez sternika – 15. miejsce[1].